# Vier Schwestern (Tetralogie)
Vier Schwestern (französischer Originaltitel Quatre soeurs) ist ein vierteiliger Jugendroman der französischen Schriftstellerin Malika Ferdjoukh, dessen erster Teil im Jahr 2003 beim Verlag L’École des Loisirs erschienen ist. Die deutschen Erstausgaben wurden 2005 und 2006 beim Carlsen Verlag veröffentlicht. Die Bände sind nach vier der fünf Schwestern – Enid, Hortense, Bettina und Geneviève – benannt und nach den vier Jahreszeiten gegliedert.

## Inhalt

### Enid (Herbst)
Die neunjährige Enid ist die jüngste der Verdelaine-Schwestern, die in der etwas heruntergekommenen Villa Hervé an der Atlantikküste wohnen und kaum unterschiedlicher sein könnten. Ihre Eltern sind vor einem Jahr bei einem Verkehrsunfall ums Leben gekommen. Seither kümmert sich Charlotte, die älteste der fünf Schwestern, um den Rest der Familie. Enids Liebe gilt ihren Katzen Ingrid und Roberto sowie dem Eichhörnchen Blitz und der Fledermaus Swift, die in einem alten Baum im Garten leben. Dieser wird bei einem Herbststurm entwurzelt, fällt in einen Brunnen und sein nächtliches ‚Klagegeheul‘ ängstigt das junge Mädchen. Sie ist allerdings mutig genug und gemeinsam mit ihrem Freund Gulliver kann Enid schließlich das Geheimnis der gespenstischen Töne lüften.

### Hortense (Winter)
Die ruhigste der Schwestern, die 11-jährige, zurückhaltende Hortense, liebt Bücher und ist eine ausgesprochene Leseratte. Sie ist so schüchtern, dass es ihr schwerfällt, vor ihrer Klasse ein Referat zu halten. Sie führt ein geheimes Tagebuch, in dem sie über ihr Leben mit den restlichen Schwestern schreibt und der Leser tiefe Einblicke in Hortenses Seelenleben erhält. Sie träumt davon, eine erfolgreiche Schauspielerin zu werden. Oder Chirurgin. Oder Architektin.

### Bettina (Frühling)
Die 13-jährige, draufgängerische und leicht chaotische Bettina ist permanet verliebt und verbringt ihre Zeit am liebsten im Badezimmer oder mit ihren beiden Freundinnen Denise und Béhotéguy. Als sich Bettina in den neuen, 28-jährigen Untermieter Tancrède verliebt, führt das zu diversen Problemen mit ihren Schwestern, insbesondere mit Charlotte, die ebenfalls ein Auge auf den gutaussehenden, alleinstehenden jungen Mann geworfen hat.

### Geneviève (Sommer)
Es ist Sommer geworden und die Villa Hervé hat sich geleert: Enid und Hortense sind in Paris, um ihre Cousine und ihren Cousin zu besuchen, und Bettina ist beim Campen. Die 16-jährige Geneviève verkauft am Strand Eis und lernt dabei den geheimnisvollen Vigo und seine kriminellen Neigungen kennen. Während Geneviève immer wieder die Geister ihrer verstorbenen Eltern erscheinen, machen Charlotte finanzielle Sorgen zu schaffen und die älteste Schwester fragt sich, wie sie die Familie weiterhin ernähren wird können. Zwar ist Geneviève die Vernünftigste der Schwestern, doch auch sie hat Geheimnisse: Unter dem Vorwand des Babysittens nimmt sie heimlich Unterricht im Thai-Boxen. Am Ende der Geschichte ist die Villa voller denn je, denn sowohl Enid und Hortense als auch Bettina bringen nach ihrer Rückkehr Gäste mit in das alte Haus am Meer.

## Rezeption
Lorenzo Bellettini schreibt in seiner Rezension: „Die Geschichten um die vier Schwestern bestechen durch großartige Dialoge und einen faszinierenden Rhythmus. Ferdjoukh verbindet ernste Themen, wie zum Beispiel Trauer, mit leichteren wie Jungs, Lügen und Liebe und viel Humor.“ Die Arbeitsgemeinschaft Jugendliteratur und Medien der GEW urteilt über Ferdjoukhs Bücher: „Malika Ferdjoukh hat originelle Ideen, die sie eindrücklich umsetzt. Ihre Szenen sind nicht unbedingt realistisch. Viele sind verspielt oder übertrieben. Fast immer jedoch sind sie glaubwürdig und fesselnd.“

## Referenzen
Vier Schwestern ist in dem literarischen Nachschlagewerk 1001 Kinder- und Jugendbücher – Lies uns, bevor Du erwachsen bist! für die Altersstufe 12+ Jahre enthalten.

## Ausgaben
- Die vier Schwestern: Enid. Band 1. Carlsen Verlag, 2005.
- Die vier Schwestern: Hortense. Band 2. Carlsen Verlag, 2005.
- Die vier Schwestern: Bettina. Band 3. Carlsen Verlag, 2006.
- Die vier Schwestern: Geneviève. Band 4. Carlsen Verlag, 2006.